# Венделл Вілкі
Лью́їс Ве́нделл Ві́лкі (англ. Wendell Lewis Willkie; нар. 18 лютого 1892, Елвуд — пом. 8 жовтня 1944, Нью-Йорк) — кандидат від Республіканської партії на президентських виборах у США в 1940 році. Під час кампанії критикував адміністрацію Франкліна Рузвельта за неефективність та антибізнесову спрямованість політики «Нового курсу».
Вілкі набрав на виборах 1940 року більше ніж будь-який попередній кандидат-республіканець, але все ж програв президенту Франкліну Делано Рузвельту. Згодом він приєднався до команди Рузвельта.

## Біографія
Льюїс народився в Елвуді, штат Індіана, він був сином Германа Вілкі, німецького іммігранта і Генрієтти Тріш. Його батьки були адвокатами в Елвуді, а мати була однією з перших жінок, які стали юристами в штаті Індіана. Хоча його ім'я було Льюіс, вдома і в колі друзів у Елвуді його звали його другим ім'ям, Венделл.
Вілкі закінчив середню школу, а згодом Університет штату Індіана, де він був членом братства Фета Бета Пі. Протягом року після закінчення університету він викладав історію у середній школі в Кофейвіллі у штаті Канзас, після чого він вступив до школи правничої коли Університету штату Індіана — Блумінгтон. Після служби лейтенантом в армії США у Першій світовій війні, Вілкі переїхав до Акрон, штат Огайо, де він працював корпоративним юристом Firestone Tire and Rubber Company.
У 1919 році Венделл одружується з Едіт Вілкі (однофамілець), бібліотекар з Рушвіля, штат Індіана. У них був один син, Пилип
У Акроні Крім того, він стає активістом місцевого відділення демократичної партії, і він був делегатом у 1924 році Національному з'їзді Демократичної партії. Проте Вілкі належав до найконсервативнішого крила партії. У 1932 році Вілкі був делегатом з'їзду Демократичної партії, коли був обраний кандидатом в президенти США Франклін Делано Рузвельт.
Після переїзду до Нью-Йорк Вілкі зробив приголомшливу кар'єру в приватному секторі, де стояв на чолі однієї з великих корпорацій, які виконують державні послуги.
Виступав проти реформ Нового курсу, але разом з тим піддав критиці і попередню республіканську адміністрацію Герберта Гувера.
Деякий час він виступав в пресі та по радіо з критикою Нового курсу.
У 1940 році був обраний кандидатом Республіканської партії на пост президента. У боротьбі за номінацію, переміг таких політиків як сенатор Роберт Альфонсо Тафт і прокурор Томас Дьюї. До цього часу він залишається єдиним представником від Індіани, який переміг на праймеріз президентських виборів.
Рузвельт переміг Вілкі в співвідношенні 54,8 до 44,8 відсотка. Вілкі набрав 22305198 голосів, а в Рузвельт 27244160. Вілкі переміг на виборах в 10 штатах, у тому числі у Індіані, і отримав 82 голосів виборців, натомість Рузвельт — 449.
Після поразки Вілкі співпрацював з адміністрацією Рузвельта, виступив на підтримку президента Рузвельта під час Другої світової війни. Був посланцем президента в багатьох країнах світу.
У 1944 році знову висував свою кандидатуру на президентських виборах, але програв Томасу Дьюї.
Напередодні виборів несподівано помирає після серцевого нападу.